# Ushnu

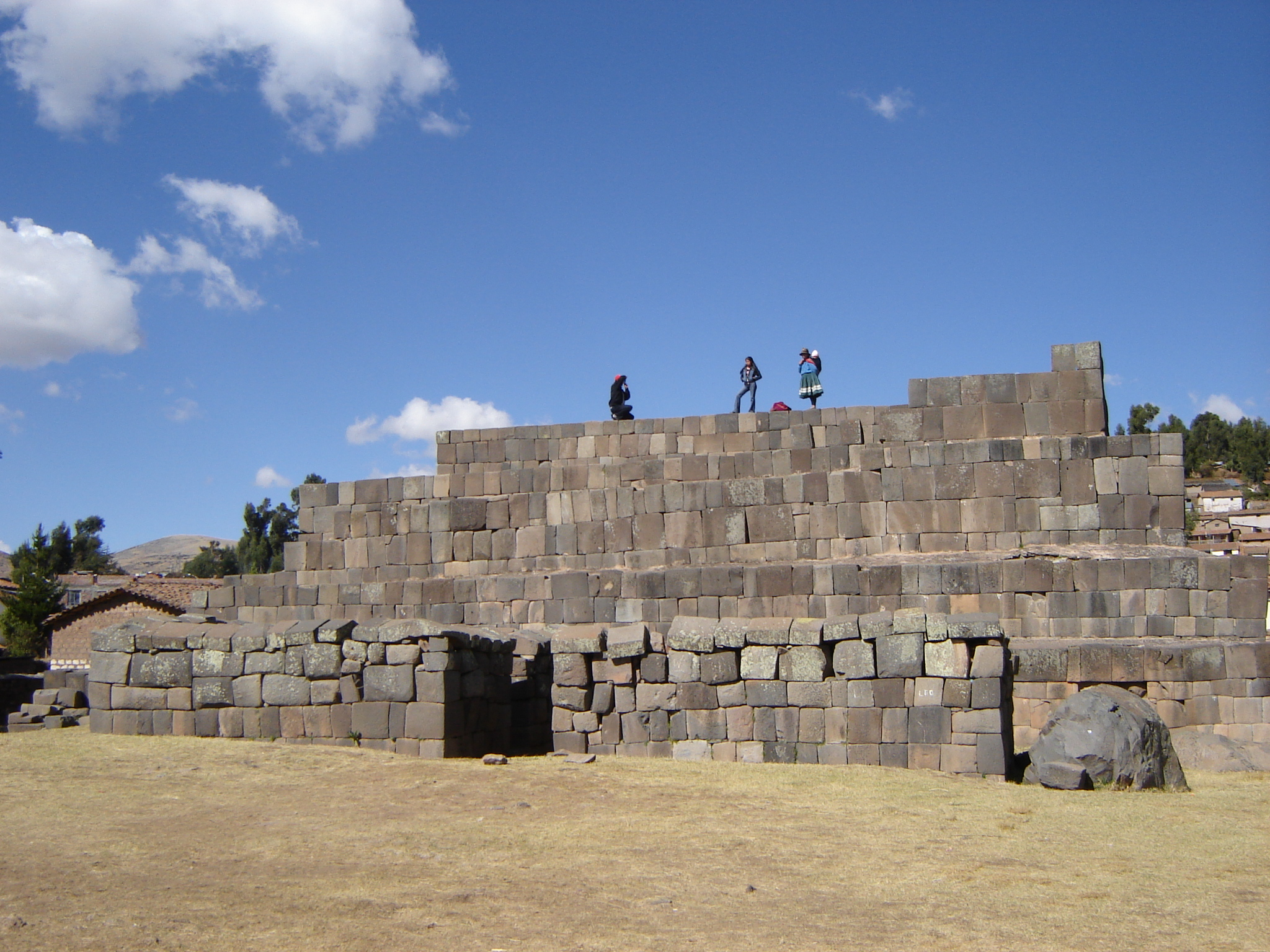
Ushnu de Vilcashuamán.

L'ushnu (ou usnu, ou usno, prononcé ouchno) est une construction en forme de pyramide à degrés à partir de laquelle le Sapa Inca avait l'habitude de présider les rituels les plus importants de l'Empire inca.
Certains documents ethnohistoriques indiquent que les ushnu étaient construits sur les sites étapes du Qhapaq Ñan le réseau routier de l'empire inca qui va de la Colombie au Chili, en passant par l’Équateur, le Pérou, la Bolivie et l’Argentine.
Ils mentionnent également les offrandes de chicha lors de cérémonies, comme le Capac Hucha, mais aussi qu'il s'agit de lieux de sacrifices et de libations. 
Plusieurs ushnu ont été répertoriés dans la zone centrale de Chinchay Suyu, l'une des 4 provinces du Tahuantinsuyu (empire inca) : à Huánuco Pampa,, à Taparaku, à Pumpu, et Chakamarca,. 

## Étymologie
On sait peu de choses sur l'étymologie de l'ushnu, mais le mot pourrait signifier « l'endroit bâti de pierres par où l'eau s'infiltre/percole », ce qui était peut-être le concept initial de cette structure. 
L'ushnu était probablement utilisé à l'origine par les populations préhispaniques pour effectuer des rituels nécessitant des offrandes liquides, principalement de la chicha. Le concept cérémoniel de l'ushnu a ainsi été défini : « lieu des offrandes liquides et des libations en l'honneur des dieux ».

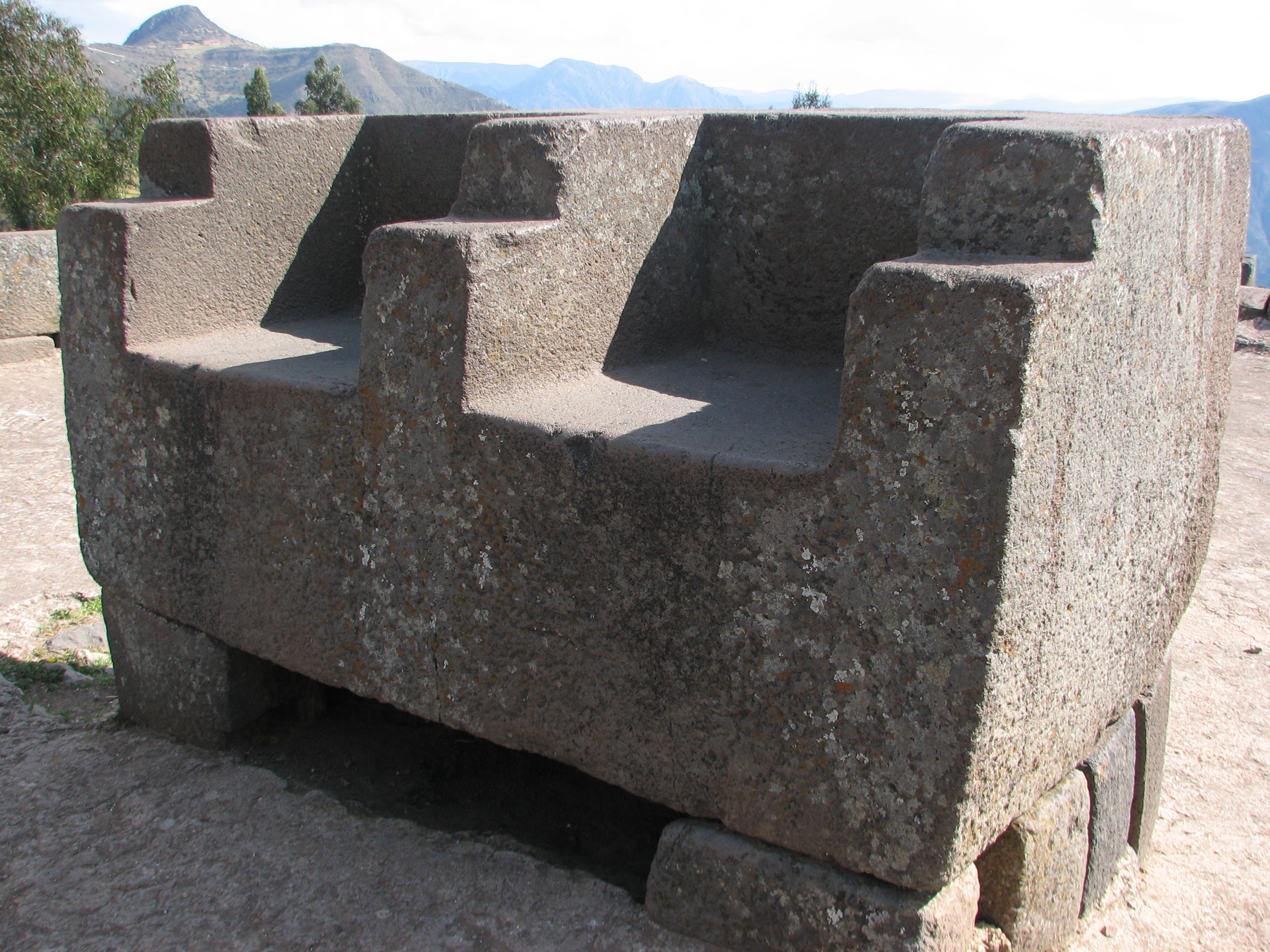
Trône de l'empereur et de l'impératrice.

Le chroniqueur amérindien Felipe Guamán Poma de Ayala (vers 1530 - vers 1615) rapporte que : « Pachacuti Ynga (Pachacutec) a ordonné à un très grand domaine (l'ensemble de l'empire) de sacrifier aux huacas et aux maisons du soleil (les temples) ainsi qu'au Coricancha (temple principal du Soleil) devant le trône où les Yngas (Incas) siègent sur l’usno et cela dans chaque wamani » (chaque province).

## Description
L'ushnu était une pyramide rectangulaire formée de cinq plateformes superposées, le niveau supérieur étant accessible par un escalier, le tout construit en pierre. 
Au sommet, il y avait un double trône sculpté dans la pierre qui, selon la tradition locale, était recouvert de feuilles d'or et était l'endroit où l'Inca et le Coya (son épouse) s'asseyaient pour rendre justice et présider les cérémonies et les rituels qui se déroulaient plus bas sur la place,,. 
D'autres ushnu annexes, moins luxueux, auraient été disposés selon des préceptes astronomiques précis. Ils étaient entourés de tambos (auberges et relais). 

### Planification, organisation radiale et alignements astronomiques
Reiner Tom Zuidema, un anthropologue américain, a démontré qu'à Cuzco, l'ushnu était également un observatoire astronomique. Il mentionne également que « l'ushnu était le centre architectural de la Plaza del Cuzco et, avec le Temple du Soleil, il a influencé le contour du plan général de la ville ». 
Ainsi, le chevauchement des fonctions dans l'ushnu est en relation avec l'astronomie et la conception de la capitale impériale. L'organisation de l'espace mise en place à Cuzco était basée sur le système des « Ceques »,, dont le centre était le Coricancha. 
Les « ceques » étaient des lignes qui partaient de Cuzco et servaient à organiser les sanctuaires environnants (ou huacas). C'étaient les vecteurs d'une organisation radiale émanant du temple Coricancha vers tout l'Empire Inca - c'est-à-dire vers les lieux saints. Les lignes étaient en relation avec la géographie et la géométrie, mais aussi avec l'astronomie et l'environnement social.
D'après Zuidema, quelques huacas placés sur des ceques auraient servi de référence pour l'observation de phénomènes astronomiques spécifiques faites depuis les ushnu.

### Vision du monde et unification
Pour les incas, le monde est composé de trois plans : Hanan-pacha (« monde d'en haut », céleste, réglé par les rythmes astronomiques et chauffé par le soleil), Kay-pacha (surface terrestre, où l'on vit, arrosée par les précipitations et éclairée par le soleil, la lune ou les étoiles) et Uku-pacha (« monde d'en bas », séjour des morts, abrité sous la surface du sol, chauffé par la lave des volcans). Dans la langue quechua, pacha signifie à la fois « temps et espace ».
Les ushnu auraient été construits pour être intégrés dans l'image que les dirigeants incas voulaient donner du monde. Sur l'ushnu, le Sapa Inca ou son représentant se plaçaient dans la position centrale, sur le point qui relie les trois mondes et toutes les directions sacrées (ceques), non seulement de manière tridimensionnelle mais aussi dans la dimension temporelle entre le passé des ancêtres, le présent réglé par les Incas dont c'était le rôle, et l'avenir décidé par les dieux. 
Cette sorte de « théâtralité du pouvoir » avait pour but de produire une conscience collective : « A travers moi, nous sommes tous ensemble liés aux divinités astrales et à nos lieux sacrés ». Elle était censée assurer la domination Inca sur les multitudes de peuples nouvellement soumis dans les territoires récemment conquis. 
Par l'artifice de l'ushnu et de l'organisation des espaces élaborés conjointement (huacas et ceques), les prêtres lors des cérémonies Qapaq Ucha utilisaient les lieux au bénéfice de l'État inca, afin (comme le propose Morris) « d'employer cette immense scène pour l'intégration d'une zone intérieure auparavant fragmentée ».
Il y avait aussi une volonté, à travers ces représentations lors du Qapaq Ucha, de connecter symboliquement les sites sacrés des territoires conquis à ceux proprement incas, faisant de cette célébration probablement la plus grande des cérémonies exécutées dans l'empire inca.

Il semble que les rituels devenant ensuite progressivement plus complexes, l'ushnu à l'époque inca ne serait pas seulement resté le lieu d'offrandes liquides, mais il serait également devenu le théâtre de sacrifices d'enfants, d'animaux et de la combustion de tissus et autres offrandes,.

Quelques ushnus péruviens.
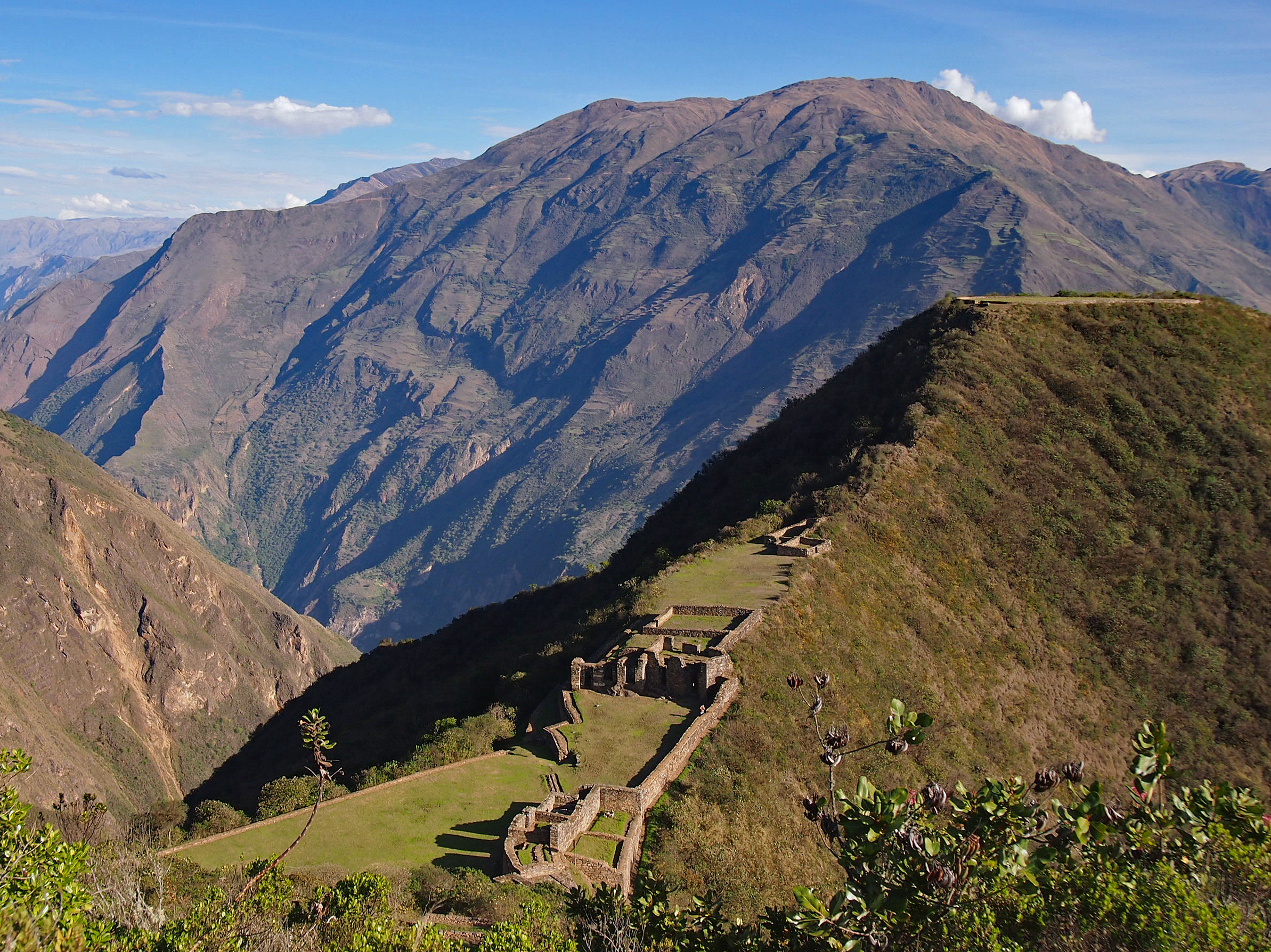
Choquequirao, Département de Cusco.
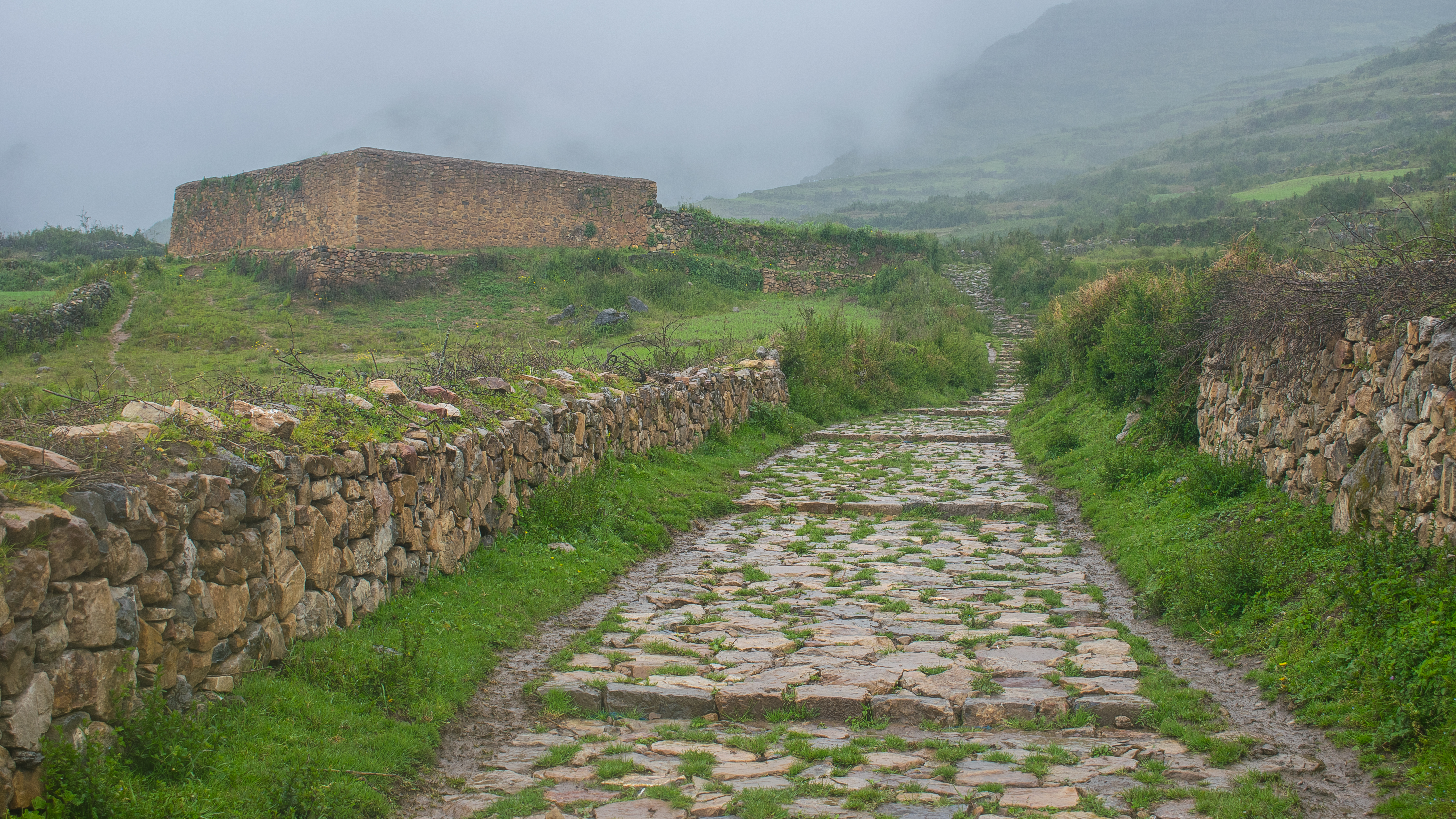
Soledad de Tambo sur le Qhapaq Ñan (Province de Huari).
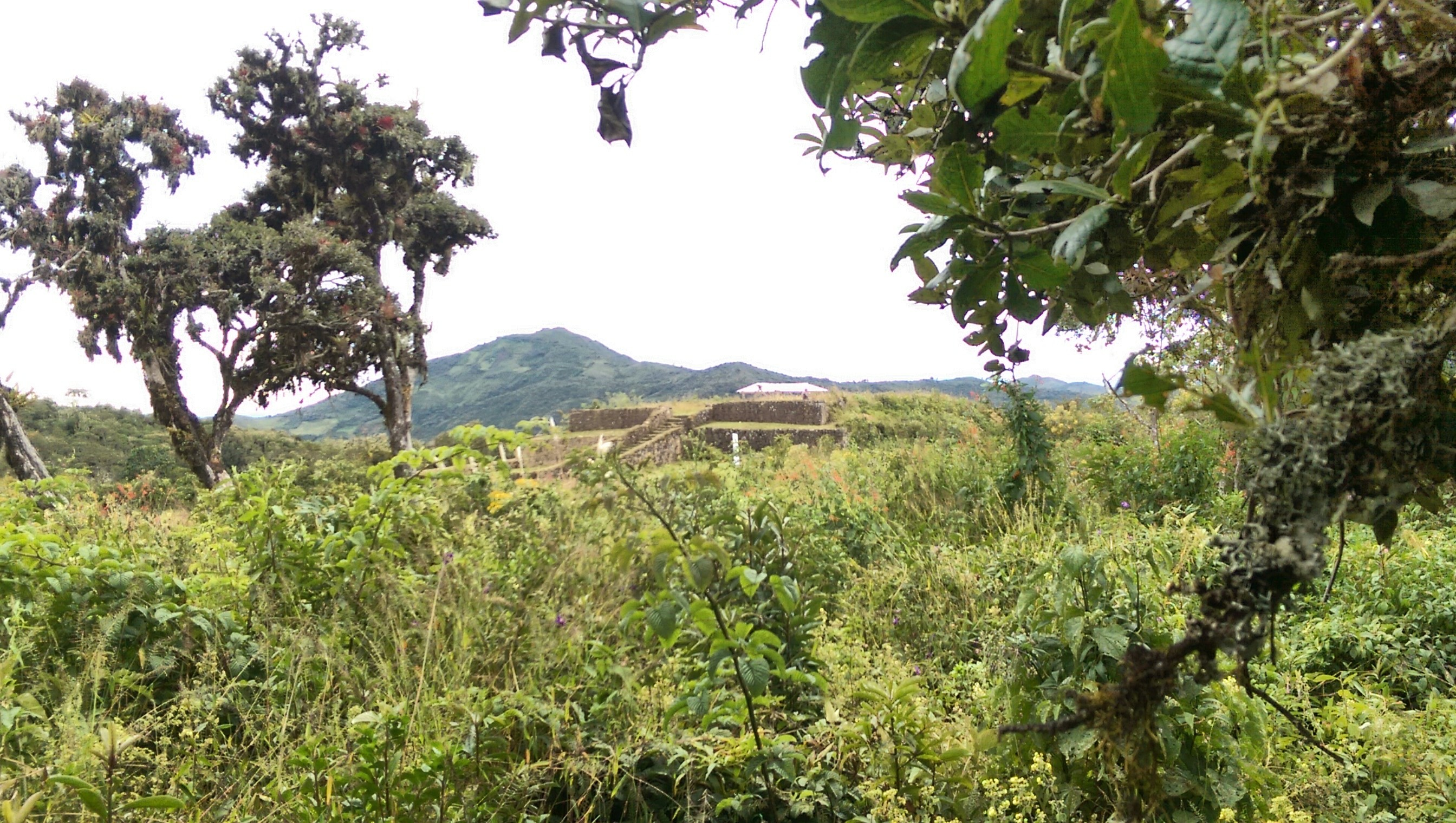
Aypate, Département de Piura.
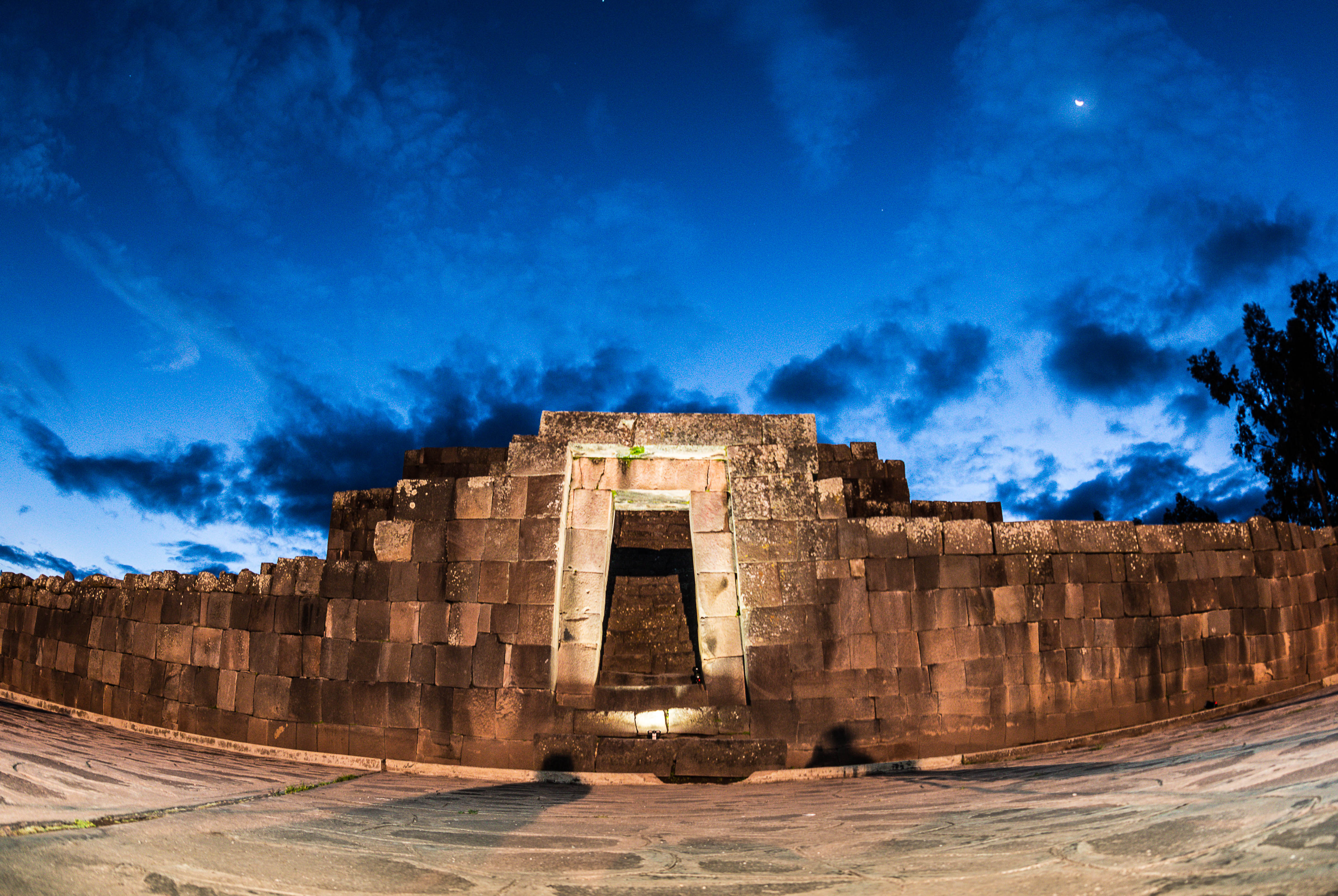
Vue nocturne de Vilcashuamán - Ayacucho.